# Regimes urbanos
Regimes Urbanos (Urban Regimes) é uma teoria da Ciência Política e dos Estudos Urbanos que busca explicar como as cidades são governadas e como as políticas urbanas são produzidas. Desenvolvida principalmente por Clarence N. Stone, cientista político norte-americano, a teoria dos regimes urbanos enfatiza a importância da cooperação entre atores governamentais e não governamentais para a governança eficaz das cidades. Explica a formação de coalizões para mobilizar recursos para capacidade de governança e compara regimes com base em tarefas e necessidades de recursos.
A partir do caso das cidades norte-americanas, o modelo dos Regimes Urbanos entende que o poder está associado à capacidade de realizar projetos e políticas. O poder político depende da capacidade de mobilizar recursos do setor privado e liderar políticas baseadas em coalizões entre atores públicos e privados . Enfatiza o imperativo de se produzir as coalizões para gerar os recursos e as capacidades necessárias para governar, já que elas não estão simplesmente disponíveis e prontas para se pegar por meios eleitorais ou outros. 
As coalizões podem impulsionar várias agendas e políticas diferentes, a favor ou contra o crescimento, por exemplo. Essas coalizões não seriam baseadas apenas nos interesses dos atores privados, mas também do eleitorado das elites políticas e das burocracias responsáveis por implementar as políticas públicas.  

## Origens e Fundamentos
A teoria dos regimes urbanos surgiu como uma crítica ao pluralismo clássico e ao marxismo estruturalista, buscando uma abordagem que reconhecesse a importância tanto da política quanto da economia na formação das políticas urbanas a partir do conceito de regimes. Assim, regimes são um conjunto de arranjos pelos quais são superadas a divisão do trabalho entre, de um lado, as instituições políticas que são controladas por representantes eleitos por disputas livres e competitivas nas eleições e, de outro, os atores e instituições da economia de mercado que controlam majoritariamente, mas não exclusivamente, as decisões de investimento.
O pluralismo clássico assume que o poder é disperso na sociedade e que o governo é um árbitro neutro entre os diferentes grupos de interesse. A teoria dos regimes urbanos argumenta que o poder é concentrado em coalizões de atores que cooperam para alcançar objetivos comuns.
O marxismo estruturalista vê o Estado como um instrumento da classe dominante. A teoria dos regimes urbanos reconhece a importância das forças econômicas, mas argumenta que a política tem um papel autônomo na formação das políticas urbanas.
A teoria dos regimes urbanos possui os seguintes conceitos chave:
Coalizão de Governo (governing coalition): Atores governamentais e não governamentais que cooperam para governar a cidade e produzir políticas urbanas.
Regime: Um conjunto de arranjos pelos quais a divisão de trabalho entre atores governamentais e não governamentais é organizada para alcançar objetivos comuns.
Capacidade de governo (governing capacity): A habilidade de uma coalizão de governo de mobilizar recursos e coordenar ações para alcançar seus objetivos.
Produção social de poder (social production of power): A ideia de que o poder não é apenas uma questão de coerção, mas também de cooperação e mobilização de recursos.

## Os três fatores
De acordo com Clarence Stone, as políticas públicas são moldadas por três fatores principais:

### Composição da coalizão
Este primeiro elemento diz respeito a quem está incluído na coalizão de governo e quais interesses eles representam. Ele foca na identificação dos atores que compõem a coalizão de governo e nos seus respectivos interesses. A coalizão de governo, no contexto da teoria dos regimes urbanos, não se limita apenas aos atores formais do governo (como prefeitos, vereadores e secretários), mas também inclui atores não governamentais, como empresários, líderes comunitários, organizações não governamentais e outras figuras influentes na cidade.
A inclusão de diferentes atores na coalizão de governo reflete a necessidade de mobilizar recursos diversos para a governança urbana. Cada ator traz consigo seus próprios interesses e objetivos, que podem ser complementares ou conflitantes. Por exemplo, um empresário pode estar interessado em promover o crescimento econômico da cidade, enquanto um líder comunitário pode estar mais preocupado com a justiça social e a qualidade de vida dos moradores.
A composição da coalizão de governo pode variar ao longo do tempo, dependendo das questões em pauta e dos interesses em jogo. Em alguns casos, a coalizão pode ser dominada por atores do setor privado, como empresários e incorporadores imobiliários, enquanto em outros casos pode ser mais diversificada, incluindo representantes de diferentes setores da sociedade.
Para entender a composição da coalizão de governo em uma determinada cidade, é importante identificar os principais atores envolvidos, seus respectivos interesses e como eles interagem entre si.

### As relações na coalizão
Este segundo elemento se concentra em como os membros da coalizão interagem e cooperam entre si na dinâmica das relações de governo municipal. A simples presença de diferentes atores na coalizão não garante a governança eficaz da cidade. É preciso que esses atores sejam capazes de interagir e cooperar entre si para alcançar objetivos comuns.
A natureza das relações entre os membros da coalizão pode variar, desde relações de colaboração e confiança mútua até relações de conflito e competição. Em alguns casos, os membros da coalizão podem ter objetivos convergentes e trabalhar juntos de forma harmoniosa. Em outros casos, podem ter objetivos divergentes e precisar negociar e comprometer para chegar a um acordo.
A capacidade da coalizão de governo de superar conflitos e construir consensos é fundamental para a governança eficaz da cidade. A natureza das relações entre os membros da coalizão pode ser influenciada por diversos fatores, como a cultura política da cidade, a história das relações entre os diferentes atores e a liderança do prefeito ou de outras figuras influentes.

### Recursos disponibilizados
Este terceiro elemento destaca a importância dos recursos que os membros da coalizão de governo podem mobilizar para a governança urbana. Os recursos podem ser financeiros (como investimentos privados, financiamentos públicos e doações), políticos (como apoio eleitoral, influência sobre as políticas públicas e capacidade de mobilização) e sociais (como legitimidade, conhecimento técnico e apoio da sociedade civil).
A capacidade da coalizão de governo de mobilizar recursos é fundamental para a implementação de políticas públicas e para a realização de projetos urbanos. Sem recursos adequados, a coalizão pode ter dificuldades para alcançar seus objetivos e para atender às necessidades da população. A capacidade da coalizão de governo de combinar e coordenar os diferentes tipos de recursos é fundamental para que políticas e projetos sejam realizados.

## Tipos de Regimes Urbanos
Clarence Stone propôs uma tipologia de regimes urbanos com base na natureza das tarefas de governo que eles empreendem:
Regimes de manutenção: Focados na prestação de serviços de rotina e na manutenção do status quo.
Regimes de desenvolvimento: Focados no crescimento econômico e no desenvolvimento urbano.
Regimes progressistas de classe média: Focados em questões como proteção ambiental, preservação histórica e habitação acessível.
Regimes de expansão de oportunidades para a classe baixa: Focados na melhoria das oportunidades educacionais e econômicas para os residentes de baixa renda.

## Aplicações da Teoria do Regime Urbano em Contextos Contemporâneos
A teoria do regime urbano continua a ser amplamente aplicada e adaptada à análise política urbana contemporânea, com estudos recentes a abordar os desafios da globalização, da financeirização, da equidade e da governança multiescalar, sobretudo em contextos de cidades dos Estados Unidos e Europa.
Os regimes urbanos são cada vez mais moldados pelo capital transnacional e pelo desenvolvimento urbano financeirizado, como observado nos projetos imobiliários de Milão, onde governos locais e agentes financeiros colaboram em uma estrutura mutuamente dependente.
O governo pós-austeridade de Madri demonstrou o potencial das colaborações entre a sociedade civil e o público para formar regimes urbanos progressistas focados em inovações sociais, mas esses regimes enfrentam desafios para sustentar prioridades de longo prazo voltadas para a equidade .
Em Minneapolis, os regimes urbanos de políticas alimentares e climáticas ilustram como os "blocos de construção" da estrutura de Stone — coalizões, agendas e mobilização de recursos — podem governar iniciativas progressistas.

## Críticas à Teoria dos Regimes Urbanos
Persistem desafios na extensão da teoria do regime para além dos Estados Unidos, com os críticos observando que a sensibilidade aos contextos locais muitas vezes limita sua utilidade comparativa. A teoria seria muito moldada pelo contexto institucional norte-americano, que é muito descentralizado, com poucas transferências intergovernamentais e recursos escassos em nível municipal, criando muitos incentivos para a competição entre cidades pela atração de investimentos para renovação urbana. 
Alguns críticos argumentam que a teoria dos regimes urbanos negligencia o papel do conflito e da competição na política urbana. A existência de uma governança urbana cada vez mais fragmentada torna rara a formação de regimes coesos. O próprio Stone reconhece a necessidade de integrar “atrito e desordem” como principais impulsionadores da mudança de coalizão.
O Estado, suas instituições e burocracias acabam sendo pouco tematizados, ainda que não houvesse nenhum imperativo teórico para sustentar sua irrelevância.